# Riva (zespół muzyczny)
Riva – jugosłowiański zespół muzyczny, założony w 1988 roku w Zadarze.
Grupa debiutowała na festiwalu ZagrebFest w 1988 roku, podczas którego wykonała utwór „Zadnja suza”. Nazwa zespołu została wymyślona przez Davora Musapa już w 1982 roku, jednakże dwa lata później wokalista zrzekł się praw do niej, przez co przejęła ją grupa muzyków z Jugosławii. Zespół koncertował w takich krajach, jak między innymi Niemcy, Holandia, Austria, Słowenia czy Finlandia.
6 maja 1989 roku zespół reprezentował Jugosławię podczas 34. Konkursu Piosenki Eurowizji z piosenką „Rock Me”. Utwór skomponował Rajko Dujmić, zaś tekst piosenki napisał Stevo Cvikić. Zespół wystąpił z 22. pozycji startowej, zdobywając 137 punktów i wygrywając konkurs. John Kennedy O’Connor w książce The Eurovision Song Contest: The Official History opisuje, iż było to bardzo niespodziewane zwycięstwo. W 1991 roku muzycy postanowili zakończyć działalność zespołu.

## Dyskografia
Opracowano na podstawie materiału źródłowego.
- 1989: Riva
- 1990: Srce laneta